# Alt Ottersleben 20–22, 46, 47

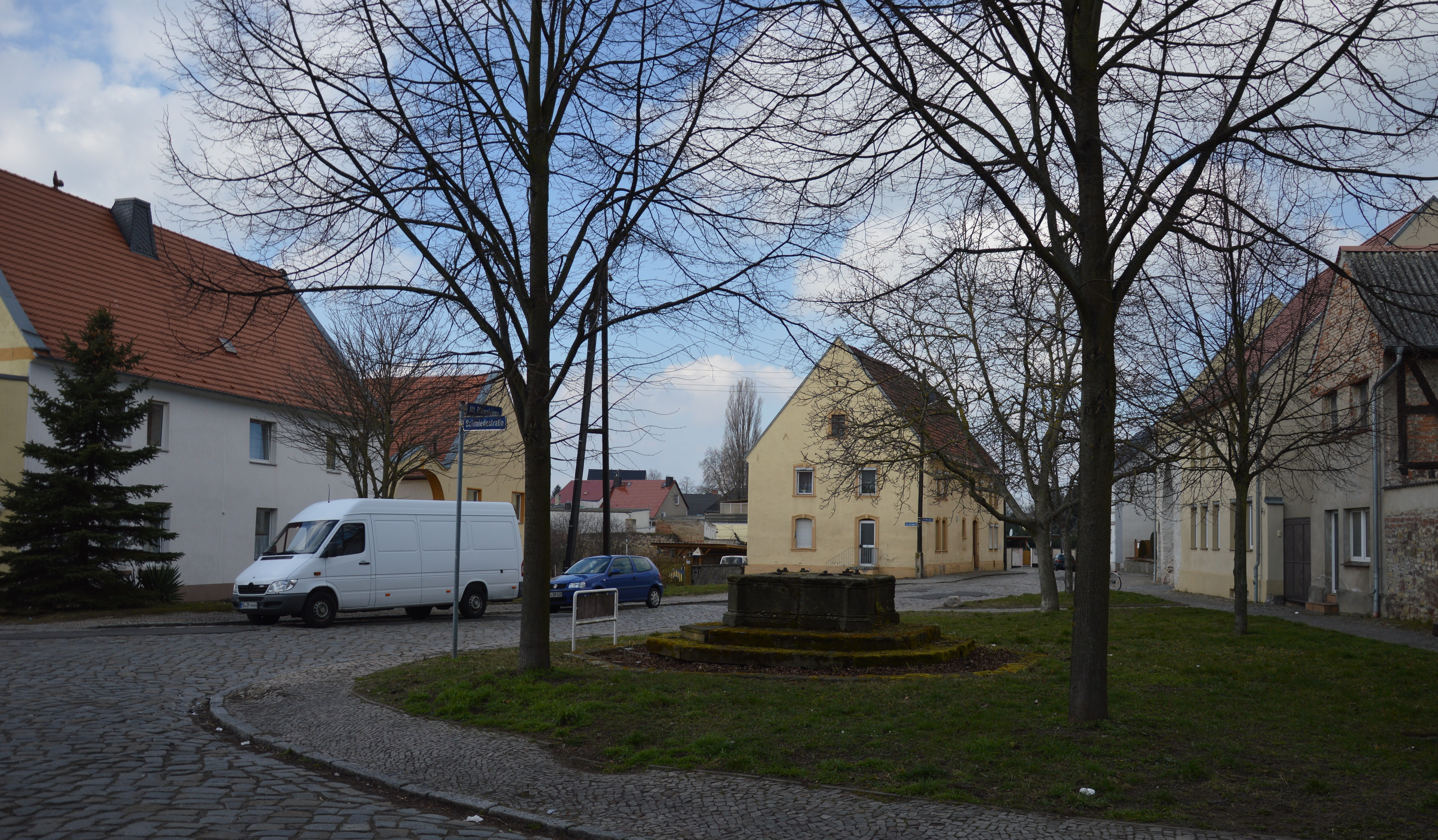
Platz im Verlauf der Straße Alt Ottersleben, Blick von Nordosten

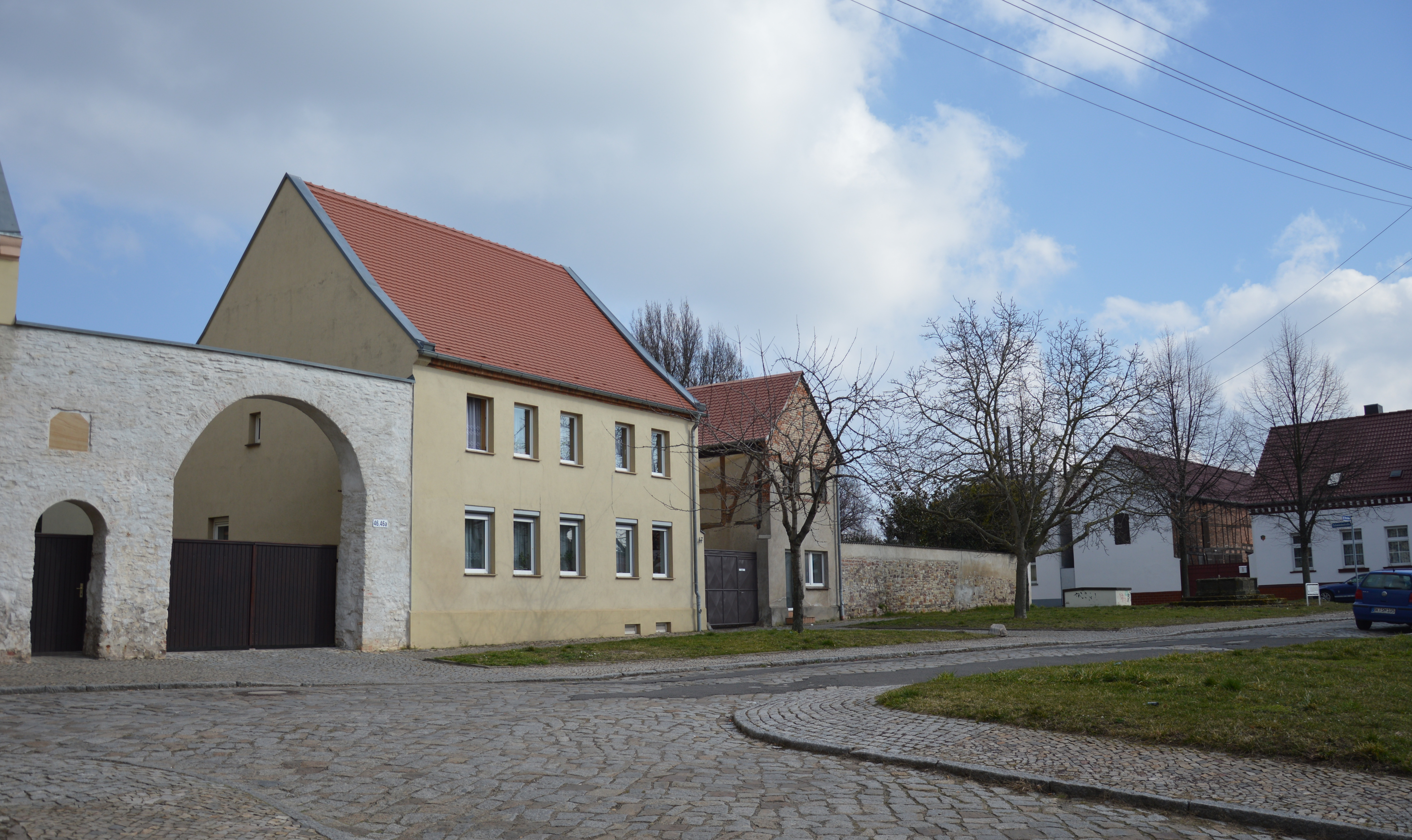
Blick von Südwesten

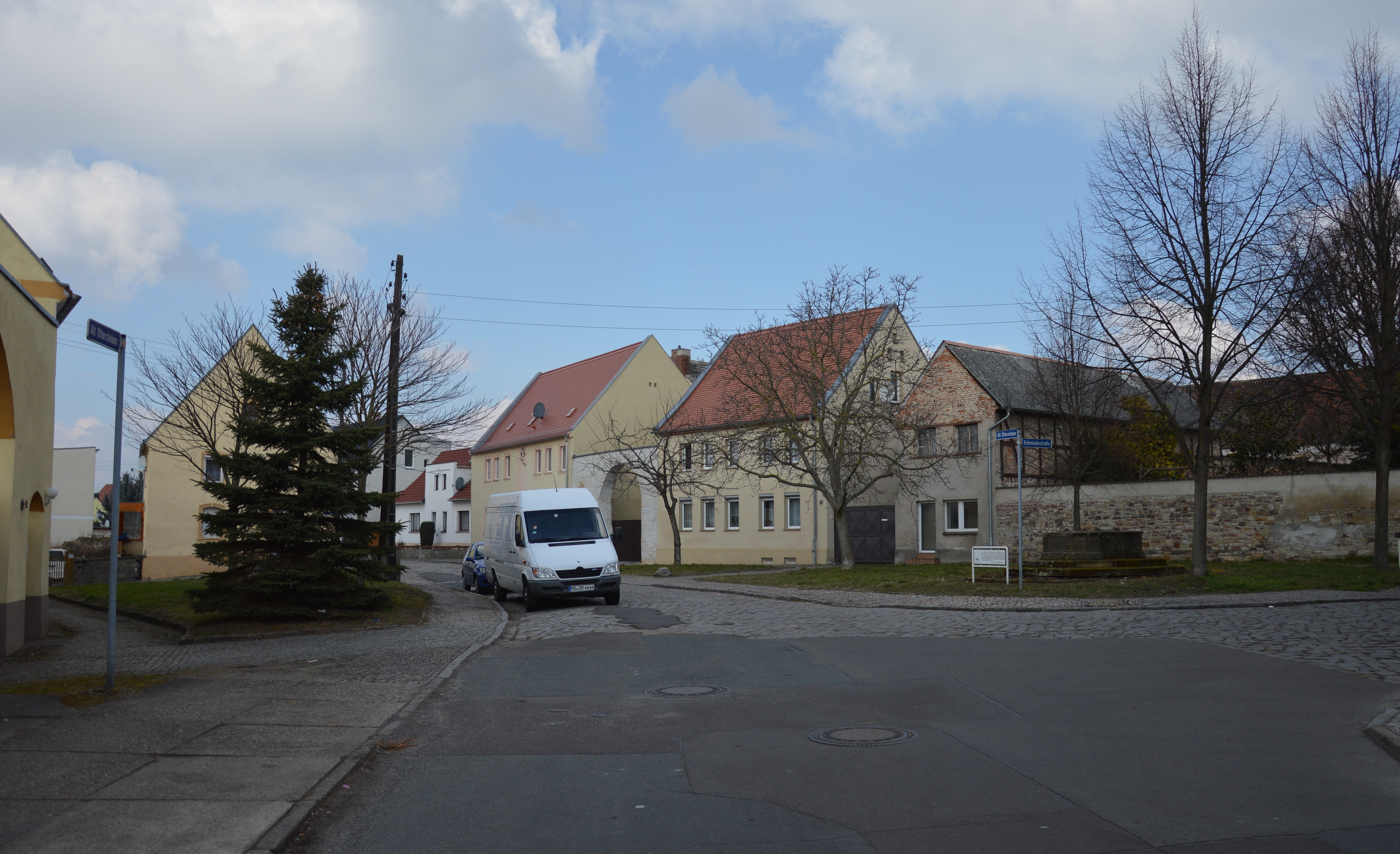
Blick von Osten

Alt Ottersleben 20–22, 46, 47 ist die im örtlichen Denkmalverzeichnis genutzte Bezeichnung für einen denkmalgeschützten Platz in Magdeburg in Sachsen-Anhalt.

## Lage
Der Platz befindet sich im Verlauf der Straße Alt Ottersleben im Magdeburger Stadtteil Ottersleben. Die lang in West-Ost-Richtung durch das Ortszentrum von Ottersleben verlaufende Straße weitet sich im Bereich der benannten Hausnummern platzartig auf. Von Norden mündet am östlichen Ende des Platzes die Schmiedestraße, von Süden am westlichen Ende die Straße Am Dorfteich ein.
Zum Denkmalbereich gehören die als Einzeldenkmale ausgewiesenen Häuser Alt Ottersleben 20, 21, 22, 46 und 47. Darüber hinaus ist auch der erhalten gebliebene Sockel des Kriegerdenkmals Ottersleben Teil des Denkmalensembles.

## Architektur und Geschichte
Der Dorfplatz ist der einzige Platz seiner Art des Ortes der von neueren baulichen Veränderungen weitgehend unberührt blieb. Die Bebauung des Platzes besteht aus großen Wohnhäusern zumeist mittelgroßer Bauernhöfe des frühen 19. Jahrhunderts. Die mit Satteldächern bedeckten Häuser stehen jeweils traufständig zum Platz und verfügen über die für die Region typischen Tordurchfahrten.
1874 wurde in der nordöstlichen Ecke des Platzes das Kriegerdenkmal Ottersleben errichtet, dass in den 1960er Jahren bei einem Sturm weitgehend zerstört wurde und von dem heute noch der Sockel vorhanden ist.
Der Platz gilt als architektur- und siedlungsgeschichtlich typisch für Dörfer der Magdeburger Börde in der Zeit der Landwirtschaft vor Beginn der industriellen Entwicklung.
Im örtlichen Denkmalverzeichnis ist der Platz unter der Erfassungsnummer 094 82422 als Denkmalbereich verzeichnet.